# クリストファー・レンツ
クリストファー・レンツ（ドイツ語: Christopher Lenz、1994年9月22日 - ）は、ドイツのサッカー選手。フォルトゥナ・デュッセルドルフ所属。ポジションはディフェンダー。

## 経歴
2025年5月29日、フォルトゥナ・デュッセルドルフへ移籍。契約期間は非公表となっている。

## タイトル
アイントラハト・フランクフルト
- UEFAヨーロッパリーグ : 2021-22